# Le Petit Homme (nouvelle)
Pour les articles homonymes, voir Le Petit Homme.
Le Petit Homme (titre original : The Little Man) est une nouvelle de l'écrivain américain Jack London, publiée aux États-Unis en 1911.

## Historique
La nouvelle est publiée initialement dans le Cosmopolitan en décembre 1911, avant d'être reprise dans le recueil Smoke Bellew en octobre 1912.

## Éditions

### Éditions en anglais
- The Little Man, dans le Cosmopolitan, périodique, décembre 1911.
- The Little Man, dans le recueil Smoke Bellew, New York ,The Macmillan Co, octobre 1912.

### Traductions en français
- Le Petit Homme, traduction de Louis Postif, in Belliou et le courtaud, recueil, G. Crès & Cie, août 1929.
- Le Petit Homme, traduction de Louis Postif, in Belliou la fumée, recueil, 10/18, 1982.
- Le Petit Homme, traduction de Louis Postif, in Belliou la fumée, recueil, Pocket, 1996.
- Le Petit Homme, traduction de Louis Postif (revue et complétée par Frédéric Klein), in Belliou la fumée, recueil, Phébus, 2006.